# Portieux
Portieux település Franciaországban, Vosges megyében. Lakosainak száma 1215 fő (2022. január 1.). Portieux Châtel-sur-Moselle, Damas-aux-Bois, Langley, Moriville, Nomexy és Vincey községekkel határos.

## Népesség
A település népességének változása:
| Lakosok száma | 1273 | 1265 | 1279 | 1258 | 1249 | 1239 | 1230 | 1222 | 1215 |
|               | 2013 | 2015 | 2016 | 2017 | 2018 | 2019 | 2020 | 2021 | 2022 |